# Міністерство охорони навколишнього природного середовища та ядерної безпеки України (1995—2000)
Міністерство охорони навколишнього природного середовища та ядерної безпеки України (1995—2000) — колишнє міністерство України. Створено 1995 року шляхом реорганізації Міністерства охорони навколишнього природного середовища України. Реорганізоване у Міністерство екології та природних ресурсів України (2000-2003), а потім у Міністерство охорони навколишнього природного середовища України (2003-2010).

## Додатково
Список міністрів екології та природних ресурсів України